# Metarranthis pilosaria
Metarranthis pilosaria är en fjärilsart som beskrevs av Alpheus Spring Packard 1876. Metarranthis pilosaria ingår i släktet Metarranthis och familjen mätare. Inga underarter finns listade i Catalogue of Life.